# 真金
真金（1243年7月8日—1286年1月5日），元朝第一位皇帝元世祖忽必烈之嫡子，第二位皇帝元成宗鐵穆耳之父，母察必皇后（昭睿顺圣皇后弘吉烈氏）。娶蒙古弘吉剌部出身的阔阔真为正妻。
中統二年（1261年）被封为燕王，至元十年（1273年）被封为皇太子，至元二十二年十二月初十日（1286年1月5日）去世，至元三十年（1293年）元世祖上谥号明孝太子，至元三十一年（1294年）真金的第三子元成宗即位，追尊真金为皇帝，为真金上廟號裕宗，汉文諡號文惠明孝皇帝。

## 生平
真金年少時，已從漢儒姚枢、窦默二人讀《孝经》，元世祖大悦。
中統二年十二月初二日（1261年12月25日），元世祖下诏封皇子真金为燕王，领中书省事。
至元十年二月初三日（1273年2月21日），元世祖册立真金為皇太子，故人称真金太子，并统辖中书省。
至元十年三月十三日（1273年4月2日），元世祖遣摄太尉、同知枢密院事伯颜授皇太子真金玉册金宝。
至元二十二年（1285年），有御史奏請元世祖禪讓給真金，阿合马余党塔即古等人得悉此事后便借理算为名封存御史台奏章，把此事上报给元世祖，结果元世祖大怒。由此真金忧惧不安，積憂致疾。
至元二十二年十二月初十日（1286年1月5日），真金去世。元世祖在悔恨之餘厚待真金子嗣。
至元三十年正月十八日（1293年2月25日），元世祖忽必烈为真金上谥号明孝太子。同年，立真金之子鐵穆耳為皇太孫，授太子之寶。
至元三十一年四月十四日（1294年5月10日），元成宗铁穆耳在即位诏书中，追尊其父真金为皇帝。
至元三十一年五月初九日（1294年6月3日），元成宗为真金上廟號裕宗，汉文諡號文惠明孝皇帝。

## 家庭

### 父母
- 元世祖忽必烈，1260年登基称帝，1294年去世后皇孙铁穆耳登基，是为元成宗
- 察必皇后，1260年立为皇后，1281年去世，1294年元成宗即位后上谥号昭睿顺圣皇后

### 兄弟姐妹
- 大哥：朵儿只，早逝，母亲察必皇后
- 三弟安西王：忙哥剌，母亲察必皇后
- 四弟北安王：那木罕，母亲察必皇后
- 五弟云南王：忽哥赤，母亲不详
- 六弟大王：爱牙赤，母亲不详
- 七弟西平王：奥都赤，母亲不详
- 八弟宁王：阔阔出，母亲不详
- 九弟镇南王：脱欢，母亲不详
- 十弟：忽都鲁帖木儿，母亲不详
- 十一弟：铁蔑赤，母亲南必皇后，1283年南必被元世祖立为皇后
- 赵国公主 月烈 下嫁赵武襄王爱不花
- 昌国公主 吾鲁真 下嫁孛花
- 昌国公主 茶伦 下嫁帖监干
- 魯國長公主 完澤 下嫁斡陳之子斡羅真
- 鲁国公主 囊家真 下嫁铁木儿、蛮子台
- 齐国公主 忽都鲁坚迷失 下嫁高丽忠烈王王昛为王妃

### 妻妾
- 正妻 阔阔真王妃，1294年元成宗登基后尊为皇太后，1300年去世后元成宗上谥号徽仁裕聖皇后
- 安真迷失妃子，见《元史·后妃表》

### 子女
- 长子 甘麻剌，1290年封为梁王，出镇云南，1292年改封晋王，移镇漠北，1302年去世，1324年由其子泰定帝追尊为皇帝，上庙号元顯宗
- 次子 答剌麻八剌，1286年真金太子去世后，他頗受元世祖的鍾愛，1292年他在世祖仍健在時就因病去世，1307年由其子元武宗追尊为皇帝，上庙号元順宗
- 三子 元成宗鐵穆耳，1293年受皇太子宝，1294年元世祖去世后登基称帝，1307年去世
- 赵国公主 忽答迭迷失，下嫁阔里吉思
- 鲁国公主 南阿不剌，下嫁蛮子台

## 影視作品
- 《馬可波羅》由石田純一飾演。
- 《北條時宗》由阿雲嘎飾演。
- 《再生緣》由李岡龍飾演。
- 《建元風雲》由王學謙飾演。
- 《馬可·波羅》由瑞米·海依飾演。

## 延伸阅读
[在维基数据编辑]
 《元史·卷115》，出自宋濂《元史》
 《新元史/卷113》，出自柯劭忞《新元史》